# Rüfüs Du Sol
Rüfüs Du Sol je australská alternative dance skupina, jejímiž členy jsou Tyrone Lindqvist (zpěv), Jon George (klávesy) a James Hunt (bicí). 

## Členové skupiny
- Tyrone Lindqvist – zpět, kytara, klávesy
- Jon George – klávesy
- James Hunt – bicí

## Diskografie

### Alba

#### Studiová alba
- 2013 – Atlas
- 2016 – Bloom
- 2018 – Solace
- 2021 – Surrender
- 2024 – Inhale/Exhale

#### Živá alba
- 2020 – Live from Joshua Tree

#### Remixová alba
- 2019 – Solace Remixed
- 2022 – Surrender (Remixes)

### Singly
| Název písně                              | Rok  | Pozice v mezinárodních žebříčcích | Pozice v mezinárodních žebříčcích | Pozice v mezinárodních žebříčcích | Pozice v mezinárodních žebříčcích | Ocenění             | Album           |
| Název písně                              | Rok  | AUS                               | AUS Indie                         | NZ Hot                            | US Dance/Electr.                  | Ocenění             | Album           |
| ---------------------------------------- | ---- | --------------------------------- | --------------------------------- | --------------------------------- | --------------------------------- | ------------------- | --------------- |
| "We Left"                                | 2011 | —                                 | —                                 | —                                 | —                                 |                     | Rüfüs           |
| "This Summer" / "Selena"                 | 2012 | —                                 | —                                 | —                                 | —                                 |                     | Blue            |
| "Take Me"                                | 2013 | 61                                | 2                                 | —                                 | —                                 | - ARIA: 2× Platinum | Atlas           |
| "Desert Night"                           | 2013 | 67                                | 4                                 | —                                 | —                                 | - ARIA: Platinum    | Atlas           |
| "Tonight"                                | 2013 | 87                                | 9                                 | —                                 | —                                 | - ARIA: Gold        | Atlas           |
| "Sundream"                               | 2014 | 47                                | 5                                 | —                                 | —                                 | - ARIA: 2× Platinum | Atlas           |
| "You Were Right"                         | 2015 | 22                                | 1                                 | —                                 | —                                 | - ARIA: 6× Platinum | Bloom           |
| "Like an Animal"                         | 2015 | 44                                | 4                                 | —                                 | —                                 | - ARIA: 3× Platinum | Bloom           |
| "Innerbloom" (solo or What So Not remix) | 2015 | 65                                | 5                                 | —                                 | —                                 | - ARIA: 3× Platinum | Bloom           |
| "Say a Prayer for Me"                    | 2016 | 58                                | 4                                 | —                                 | —                                 | - ARIA: 2× Platinum | Bloom           |
| "Be with You"                            | 2016 | —                                 | —                                 | —                                 | —                                 |                     | Bloom           |
| "No Place"                               | 2018 | 41                                | [ pozn. 1 ]                       | —                                 | 31                                | - ARIA: Platinum    | Solace          |
| "Underwater"                             | 2018 | 77                                | —                                 | 42                                | - ARIA: Platinum - MC: Gold       |                     | Solace          |
| "Lost in My Mind"                        | 2018 | 103                               | —                                 | 49                                | - ARIA: Gold                      |                     | Solace          |
| "Treat You Better"                       | 2018 | 158                               | —                                 | 28                                | - ARIA: Platinum - MC: Gold       |                     | Solace          |
| "Alive"                                  | 2021 | 62                                | 8                                 | 16                                | 18                                |                     | Surrender       |
| "Next to Me"                             | 2021 | 60                                | 8                                 | 22                                | 19                                |                     | Surrender       |
| "On My Knees"                            | 2021 | 22                                | 6                                 | 17                                | 14                                | - MC: Gold          | Surrender       |
| "I Don't Wanna Leave"                    | 2021 | 70                                | —                                 | 10                                | 20                                |                     | Surrender       |
| "Something in the Way" (Like a Version)  | 2023 | —                                 | —                                 | —                                 | —                                 |                     | —               |
| "Music Is Better"                        | 2024 | [ pozn. 2 ]                       | 2                                 | 18                                | 35                                |                     | Inhale / Exhale |
| "Lately"                                 | 2024 | [ pozn. 3 ]                       | —                                 | 16                                | 30                                |                     | Inhale / Exhale |
| "Break My Love"                          | 2024 | [ pozn. 4 ]                       | 4                                 | 16                                | 28                                |                     | Inhale / Exhale |
| "Pressure"                               | 2024 | —                                 | 13                                | 13                                | 30                                |                     | Inhale / Exhale |